# Sam Slick
Sam Slick es un personaje creado en 1835 por Thomas Chandler Haliburton, un juez de Nueva Escocia (Canadá). Con su ingenioso humor irónico y su forma de expresarse al estilo yanqui, Sam Slick de Slicksville expuso sus puntos de vista sobre la  "naturaleza humana" en una columna habitual en el diario canadiense Novascotian.  Los veintiún bocetos se publicaron en una colección titulada The Clockmaker o, también conocida como Sayings and Doings of Samuel Slick of Slicksville First Series en 1836 y se complementaron con 12 bocetos nuevos o inéditos adicionales. El libro fue el primer bestseller internacional de Canadá, llegando a un gran éxito no solo en Nueva Escocia, también en Gran Bretaña y los Estados Unidos.
El sabio comentario de Slick sobre la vida colonial de Nueva Escocia y las relaciones  con los EE.UU y Gran Bretaña llamó la atención de los lectores, lo que llevó a una segunda serie en 1838 y una tercera en 1840. Los bocetos satíricos, burlándose de canadienses y estadounidenses, hicieron de Haliburton, uno de los escritores de ficción cómica en inglés más populares de esa época. The Clockmaker, que también se tradujo al alemán, estableció a Haliburton como uno de los fundadores del humor norteamericano. Como señala Arthur Scobie en The Canadian Encyclopedia, los bocetos de The Clockmaker  "resultaron inmensamente populares e, irónicamente, han influido tanto en el humor estadounidense como en el canadiense".